# Louis Charbonneau-Lassay
Louis Charbonneau-Lassay (Loudun, 18 novembre 1871 – Loudun, 1946) è stato uno storico, archeologo e incisore francese.
Fu anche iconografo, sigillografo, numismatico, ma soprattutto fu un simbolista ed un esperto di araldica.
Egli non si dedicò a tutte queste attività come un dilettante di buon livello ma le praticò quale appendice alla sua ricerca spirituale. La sua opera si colloca nel movimento cattolico in un'ottica esclusivamente religiosa, al di fuori di qualsiasi collocazione politica. Egli intrattenne una lunga relazione epistolare con René Guénon (1886-1951). È passato alla storia soprattutto per la sua opera monumentale Le bestiaire du Christ (Il bestiario di Cristo), la cui prima edizione comparve nel 1940 e divenne subito una fonte autorevole in materia d'emblematica cristologia e di simbolismo. Tradotto in più lingue, è stato spesso riedito e ristampato.

## Ascendenza
Louis Charles Joseph Charbonneau era figlio di Louis Charbonneau (1837-1860) e di Marie Hélène Chaveneau (1836-?), domestica.
Gli antenati per parte di padre, il cui nome compare già nell'XI secolo nella regione del Poitou, possedevano numerose proprietà fondiarie senza tuttavia appartenere all'alta nobiltà. Ma la famiglia, dopo essersi divisa in due rami distinti, subì la rovina economica a seguito della terza guerra di religione in Francia (1568-1570). In effetti, nel 1568, l'armata ugonotta comandata dall'allora Enrico III di Navarra (futuro re di Francia con il nome di Enrico IV, primo dei re Borbone di Francia) assediò Loudun, vi incendiò numerosi edifici religiosi (chiese, conventi, collegiate) facendo altrettanto nei villaggi circostanti, senza risparmiare dogane ed altri edifici della comunità.
Con i loro beni ridotti in cenere, nel senso letterale del termine, i Charbonneau non si risollevarono più ma rimasero nella regione ove avevano le loro radici. Così, meno di un secolo dopo, un antenato di Louis di nome René, nato nel 1638, è citato come semplice operaio nei registri ufficiali di Lassay, una frazione di Loudun.

## Biografia
Il giovane Louis, nato in una famiglia molto pia, ricevette un'educazione cattolica. Benché di salute cagionevole, egli mostrò buone attitudini agli studi della scuola primaria, allora tenuta dai Fratelli dell'Istruzione Cristiana di San Gabriele. Terminati gli studi e compiuto il noviziato, fu ammesso, con il nome di fratel Renato (nome indubbiamente molto frequente nei suoi antenati fra i quali il nonno paterno) ed iniziò la carriera d'insegnante a Poitiers.
Parallelamente egli si dedicò ugualmente agli studi archeologici al seguito di de Moreau de la Ronde, uno studioso locale, e dal 1892 firmò i suoi primi articoli sulla preistoria del Poitou.
Ebbe presto un incontro determinante per la sua formazione con Padre Camille de la Croix (1831 – 1911), un erudito gesuita, quotato nella comunità scientifica dell'epoca. Membro influente della Società Antiquaria dell'Ovest, con sede a Poitiers, egli convinse Louis ad aderirvi. Così, dodici anni più tardi, alla morte di padre Camille, Louis gli succederà nelle funzioni di questore. Egli redigeva contemporaneamente i suoi articoli per la Rivista Nazionale di Antropologia di Parigi e divenne membro della Società Archeologica di Nantes.
Fu a quell'epoca che egli iniziò a raccogliere ed a collezionare numerosi reperti archeologici..
Nel marzo del 1903 un avvenimento indipendente dalla sua volontà orientò la sua carriera in un'altra direzione: l'ascesa al potere del radicale Émile Combes. Quest'ultimo, sostenitore accanito di un'«energica laicità», si sforzò di controllare più severamente l'applicazione della legge del 1º luglio 1901 relativa ai Diritti di Associazione in Francia. Questa legge disponeva che: «Ciascuna Congregazione dovrà essere autorizzata da una legge e potrà essere sciolta con semplice decreto.» (art. 14). Così, a partire dall'11 marzo 1903 le Congregazioni maschili non furono più autorizzate all'insegnamento (e da luglio per quelle femminili). Questa fu una tappa in più verso la Legge sulla separazione fra Chiesa e Stato, che fu approvata nel 1905.
Questi particolari mostrano che, da un punto di vista storico, la famiglia Charbonneau subì, a due secoli di distanza, due sconvolgimenti dovuti all'intolleranza religiosa. Poiché Luigi, come fratel Renato, non aveva ancora pronunciato i voti definitivi, decise di tornare al laicato, promettendo tuttavia di «…rimanere fedele al suo Dio ed alla sua religione e di lavorare con tutta l'anima agli studi ed alla storia di tutto ciò che riguarda il Cattolicesimo.»
Da quel momento egli continuò a pubblicare numerosi articoli e poco dopo l'inizio della prima guerra mondiale completò il lavoro intrapreso dal suo primo Maestro pubblicando L'Histoire des Châteaux de Loudun, d'après les fouilles archéologiques de Monsieur Moreau de la Ronde (La storia del Castello di Loudun, dopo gli scavi archeologici del signor Moreau de la Ronde), che fu stampato nel 1915.
A poco a poco il suo interesse per il simbolismo si palesò ed egli iniziò la sua doppia attività d'iconografo-incisore, concretizzando manualmente i frutti delle sue osservazioni. Quanto alla numismatica, l'araldica e la sigillografia, egli vi si specializzò ugualmente, dato che in tali materie il simbolismo giocava un ruolo fondamentale. Ai suoi occhi quest'estensione, essenziale per le sue ricerche, non era che apparentemente pluridisciplinarità, ma costituiva con il simbolismo un unicum inscindibile.
Dal 1928 fu nominato corrispondente della Società Nazionale delle Belle Arti e farà classificare come Monumento storico, numerosi edifici della regione del Poitou.
Egli fu uno dei fondatori, nel 1938 della Società Storica del Loudunnese, non in antagonismo alla SocietàAntiquaria dell'Ovest, ma allo scopo di fare scoprire ed amare Loudun e il Loudunnese, che gli erano cari. Egli ne fu il presidente fino alla morte. (Gli succederà il suo amico Pierre Delaroche). Tale Società esiste ancora a tutt'oggi.
Pur avendo prodotto numerosi articoli dal 1892, la sua collaborazione alla rivista REGNABIT, dal 1922 al 1929, poi nel Le Rayonnement Intellectuel, dal 1931 al 1939, fu importante anche per un altro motivo. In effetti fu a quell'epoca che egli conobbe il metafisico René Guénon, anch'egli collaboratore di REGNABIT, fra il marzo 1925 ed il novembre 1927. Senza essere amici intimi, essi intrattennero una cordiale corrispondenza dal novembre del 1924 all'aprile del 1929.
Ciò che avvicinava queste due personalità era il loro comune interesse per il simbolismo, anche se i loro scopi specifici erano diversi. Essi comunque erano d'accordo su un punto che, ai loro occhi, era essenziale: l'esistenza di un ermetismo cristiano nel medioevo, il cui ruolo aveva avuto la sua importanza.
Si può affermare, in una certa misura, che Louis Charbonneau-Lassay fu il riferimento in materia di simbolismo cristiano per René Guénon e che quest'ultimo ebbe il medesimo ruolo verso il primo in materia di simbolismo in generale. Ciò non significa che uno dei due fosse subordinato all'altro. Ognuno secondo la propria via: uno non s'interessava che alla tradizione cristiana, mentre l'altro aveva l'intendimento di «mostrare il perfetto accordo del cristianesimo con tutte le altre forme della tradizione universale», così che Michel Vâlsan (1907-1974), un altro amico di René Guénon, lo ricorda nella sua introduzione ad una raccolta postuma di quest'ultimo, Symboles fondamentaux de la science sacrée (Simboli fondamentali della scienza sacra), la cui prima edizione comparve per i tipi di Gallimard nel 1962.
Louis Charbonneau-Lassay intrattenne pure stretti rapporti con due confraternite iniziatiche cattoliche attive dal XV secolo: L'Estoile Internelle e la Fraternité des Chevaliers du Divin Paraclet (La stella interiore e La Fratellanza dei Cavalieri del Divino Paraclito).
Durante la seconda guerra mondiale la sua casa fu requisita dall'esercito occupante, ma a lui fu permesso di abitarvi, e poté proseguire le sue ricerche per quanto lo permettesse il suo stato di salute.
Nel 1933, all'età di 62 anni, sposò la signorina Hélène Ribière, che morì dieci anni dopo. Louis sopravvisse ancora una decina d'anni, finché morì di una malattia ghiandolare incurabile, lasciando numerose note e manoscritti inediti.

## Le confraternite iniziatiche
Louis Charbonneau-Lassay intratteneva stretti rapporti con due organizzazioni autenticamente cristiane a carattere iniziatico, fondate nel XV secolo.
La prima si chiamava l'Estoile Internelle (La stella interiore) ed il numero dei suoi membri era (è?) limitato statutariamente a dodici, cooptati a vita, dovendo ciascuno di essi denominare il proprio successore prima di morire. Il Capo, all'inizio del XX secolo era il Canonico Barbot (1841-1927). In questa veste egli consegnò a Charbonneau Lassay, tra il 1925 e il 1927, alcuni documenti iconografici risalenti alle origini della fondazione della confraternita, allo scopo di facilitare le sue ricerche per il Bestiaire.
La seconda confraternita, la Fraternité des Chevaliers du Divin Paraclet, diretta anch'essa dal canonico Barbot, con il titolo di Cavaliere Maestro era (è?) segreta come la prima però più aperta, nel senso che il numero dei componenti non ha limiti.
Una specie di legame univa (unisce?) le due confraternite, come appare dalle lettere di Marcel Clavelle, al secolo Jean Reyor (1905-1988), aventi come soggetto il Paraclito.
In effetti, verso la fine del XIX secolo, allorché la Fraternità del Paraclito fu "posta in sonno", i suoi archivi furono affidati al Canonico Barbot, probabilmente nella sua qualità di "Maestro" della Stella interiore, con la missione di operare per quanto possibile per il suo "risveglio". Se i motivi di questa "posa in sonno" rimangono ignoti, ciò tuttavia sta a dimostrare come fra le due organizzazioni non vi fosse alcuna rivalità.
Nel 1925, non essendosi potuto organizzare il "risveglio" per mancanza di candidati all'iniziazione, il Canonico, che sentiva l'avvicinarsi della fine della propria vita, fece due trasposizioni a Louis Charbonneau-Lassay: l'iniziazione al Paraclito e la missione di portare a termine ciò che egli non era riuscito a fare.
La documentazione disponibile in proposito è molto scarsa, non essendosi Louis Charbonneau mai dimostrato molto eloquente in proposito:
(Louis Charbonneau-Lassay)
Ma se il Paraclito era ancora in sonno dopo mezzo secolo, l'occultismo era presente nello spirito del tempo. Le «…organizzazioni anti-tradizionaliste, occultiste, pseudo-religiose e pseudo-iniziatiche…», secondo la definizione di René Guénon, si stavano moltiplicando. Anche i cattolici praticanti che speravano in una società iniziatica autentica senza per questo essere in disaccordo con l'Autorità Ecclesiastica, non sapevano a quale porta bussare. Certi si spingevano persino a passare all'Islam, come Marcel Clavelle, al secolo Jean Reyor, pur essendo profondamente cristiani, tanto era forte la loro sete d'iniziazione.
Forte di tale constatazione, Louis Charbonneau-Lassay, che sperava nel perdurare di un'autentica iniziazione cristiana, si decise alfine nel 1938 a "risvegliare" la Fraternità del Paraclito, sotto l'insistente richiesta di Marcel Clavelle. Parve che René Guénon abbia avuto un ruolo non trascurabile nella circostanza, e che sia intervenuto come consigliere, essendo indiscussa la sua autorità in materia.
Questo atteggiamento di Guénon, anch'egli impegnato sulla via dell'Islam, era conforme agl'insegnamenti di uno dei suoi maestri, lo sceicco Abder-Rahman Elîsh El-Kebîr, Maestro soufi della Confraternita Shadhiliyya, alla quale egli aderì, e Gran Mufti Malikita d'Egitto.
Costui operava per il ravvicinamento fra Islam e Cristianesimo e possedeva cognizioni estese di simbolismo universale, che fosse islamico, cristiano o massonico.
La storia e la cronistoria della Fraternità del Paraclito sono state studiate dallo storico italiano PierLuigi Zoccatelli nel suo libro del 1999: La lepre che rumina, intorno a René Guénon, Louis-Charbonneau Lassay e la Fraternità del Paraclito.

## Il Bestiario di Cristo
Il genere letterario ha le sue origini verso il II secolo dopo Cristo con un testo anonimo redatto in greco antico, il Fisiologo. Il testo fu oggetto di numerose traduzioni e diede la nascita, nel medioevo ai Bestiari. Si videro anche sviluppate opere enciclopediche e la tematica si avvicinò sempre più a quella delle scienze naturali.
Di qui la speranza di Louis Charbonneau-Lassay di operare per un ritorno al simbolismo puro, più conforme allo spirito della Chiesa.
Il Bestiario descrive, esaminandoli uno ad uno, come determinati animali, veri e fantastici, mitici e reali, sono stati utilizzati nell'iconografia medievale e storica in genere, per rappresentare metaforicamente la figura di Gesù Cristo, con eventuali riferimenti a tradizioni precedenti la venuta di Cristo.
Il 7 dicembre 1996, nel quadro di una conferenza organizzata a Loudun per celebrare il cinquantenario della morte di Louis Charbonneau-Lassay, lo storico italiano PierLuigi Zoccatelli ha presentato la genesi del Bestiario: in quale circostanza è stata "suggerita" l'idea all'autore di scrivere il libro e quali difficoltà ha dovuto superare prima e dopo la sua redazione.. L'opera comparve nel 1940. Nel 1943 un incendio distrusse la metà delle copie stampate, in un deposito delle Éditions Desclée de Brouwer, a Bruges, in Belgio. Essa fu ristampata da diverse case editrici.
L'edizione italiana, curata dalla Arkeios di Roma, consta di due volumi. Il primo, di 685 pagine, tratta della nascita e della formazione simbolica dell'emblematica nella Chiesa e delle sue fonti, nella Prima Parte. Nella seconda l'emblematica costituita dal Tetramorfo, nella terza l'emblematica di alcune parti del Corpo Umano, nella quarta quella costituita dagli animali domestici, nella quinta quella degli animali selvaggi, nella sesta quella degli animali favolosi, nella settima quella degli uccelli favolosi e nell'ottava ed ultima quella degli uccelli rapaci.
Il secondo volume, di 710 pagine, costituito da sette parti, sono trattate varie tipologie di uccelli (dei boschi e dei campi, delle acque e dei fiumi, quelli domestici e quelli rapaci, le parti emblematiche degli uccelli in generale), i pesci, i rettili, gli insetti, le conchiglie ed infine i cefalopodi e gli zoofiti.
Molte delle illustrazioni sono opera dello stesso autore, che era anche un bravo disegnatore ed incisore.

## OPere
Una bibliografia pressoché completa è stata composta dallo storico italiano PierLuigi Zoccatelli (elenco degli articoli pubblicati, titoli, date di pubblicazione, etc.) comprendente anche elenchi di traduzioni il italiano, inglese e spagnolo; raccolte postume (in francese, italiano e spagnolo); articoli, opere e opuscoli vari sull'opera di Louis Charbonneau-Lassay, redatti in varie lingue da numerosi ricercatori ed universitari europei. È impossibile riprodurla nella sua totalità (una dozzina di pagine).
Eccone una selezione:

### Libri pubblicati
- Les châteaux de Loudun, d'après les fouilles archéologiques de M. Moreau de la Ronde,Éditions Louis Blanchard, Loudun (1915);
- Le Cœur rayonnant du donjon de Chinon attribué aux Templiers, Secrétariat des oeuvres du Sacré-Cœur/ Beaux-Livres, Fontenay-le-Comte (1922); réimprimé par Archè, Milan (1975);
- Le Bestiaire du Christ. La mystérieuse emblématique de Jésus-Christ, Desclée de Brouwer, Bruges, 1940; réédité par Albin Michel, Paris, 2006
  - Il bestiario di Cristo, edizione italiana tradotta da Silvestra Palamidessi e Pietro Lunghi, (vol. I) e da Mariarita Palazzi e Luciana Marinese (vol. II), Ed. Arkeios, Roma, 1994, ISBN 88-86495-02-1
- Héraldique Loudunaise, Presses Sainte-Radegonde, La Roche Rigault à Loudun (1996).

### Riviste ove Charbonneau-Lassay pubblicava i suoi articoli
- Revue du Bas-Poitou (dal 1892 al 1941, 60 articoli);
- Revue de l'École d'Anthropologie de Paris (deal1903 al 1905, 3 articoli);
- Bulletin de la Société des antiquaires de l'Ouest (dal 1910 al 1925, 10 articoli);
- REGNABIT (dal 1922 al 1929, circa 80 articoli);
- La semaine Religieuse du Diocèse de Poitiers (1927, 1 articolo);
- Atlantis (dal 1929 al 1937, 4 articoli);
- Le Rayonnement intellectuel (dal 1931 al 1939, 50 articoli);
- Le Voile d'Isis (1935, 1 articolo);
- Les Éditions Traditionnelles (1937, 1 articolo et 3 ristampe postume);
- Diverse riviste internazionali (tra il 1970 e il 1991, ristampe di vari articoli).

### Raccolte postume
- L'Ésotérisme de quelques symboles géométriques chrétiens, notice introductive par Georges Tamos, appendice par René Mutel, Paris, Les Éditions traditionnelles, 1960;
- Études symboliques chrétiennes (2 volumes), Gutenberg Reprint, Paris (1981-1986). Raggruppamento pressoché completo degli articoli comparsi su REGNABIT e su Le Rayonnement Intellectuel, che non sono stati ripresi dall'autore nel Bestiario
- Diverse traduzioni d'articoli in italiano, spagnolo e inglese (tra il 1983 e il 1995).